# Ginglymia johnsoni
Ginglymia johnsoni là một loài ruồi trong họ Tachinidae.